# Stolac (gmina Gacko)
Stolac (cyr. Столац) – wieś w Bośni i Hercegowinie, w Republice Serbskiej, w gminie Gacko. W 2013 roku liczyła 7 mieszkańców.